# Onno Molenkamp
Onno Edgar Molenkamp (Bukittinggi, 17 januari 1923 – Heemskerk, 11 juli 1990) was een Nederlands acteur.
Molenkamp werd geboren in Fort de Kock (thans: Bukittinggi, Indonesië). Hij begon in 1946 aan de toneelschool in Amsterdam, en debuteerde drie jaar later bij Comedia. Hierna was hij verbonden aan de Nederlandse Comedie, Toneelgroep Test, het Rotterdams Toneel, Toneelgroep Theater, Globe en Toneelgroep Centrum. 
In 1974 verleende hij samen met Olga Zuiderhoek medewerking aan Open en Bloot. 
Daarnaast speelde hij in diverse Nederlandse tv-series en speelfilms, zoals Q & Q, Kunt u mij de weg naar Hamelen vertellen, mijnheer?, De vijf van de vierdaagse, Herenstraat 10, Ciske de Rat, De lift, Pipo de Clown, Plafond over de vloer en We zijn weer thuis.
In 1978 ontving Molenkamp, samen met Elisabeth Hoijtink, de Albert van Dalsumprijs voor hun voorstelling "Later op de Avond" (geschreven door Don Dekker).
In 1986 werd hij gevraagd door Youp van 't Hek voor het theaterprogramma Tunnel zonder vluchtstrook.

## Persoonlijk
Molenkamp was gehuwd met de actrice Joss Flühr. Hij werd in 1988 op straat door vandalen buiten westen geslagen, en hield daar een ernstige hoofdverwonding aan over. Molenkamp overleed twee jaar later op 67-jarige leeftijd in een ziekenhuis in Heemskerk.